# Gornji Čajdraš
Gornji Čajdraš (en cyrillique : Горњи Чајдраш) est un village de Bosnie-Herzégovine. Il est situé sur le territoire de la ville de Zenica, dans le canton de Zenica-Doboj et dans la fédération de Bosnie-et-Herzégovine. Selon les premiers résultats du recensement bosnien de 2013, il compte 710 habitants.

## Démographie

### Évolution historique de la population dans la localité
| 1948 | 1953 | 1961 | 1971 | 1981 | 1991  | 2013 |
| ---- | ---- | ---- | ---- | ---- | ----- | ---- |
| -    | -    | 228  | 301  | 458  | 1 368 | 710  |

|  |

### Communauté locale
En 1991, Gornji Čajdraš faisait partie de la communauté locale de Čajdraš qui comptait 1 681 habitants, répartis de la manière suivante :